# Acanthella acuta
Espèce
Acanthella acuta (Eponge épineuse orange) est une espèce de spongiaires de la famille des Dictyonellidés.